# ピンナップスアーティスト
株式会社ピンナップスアーティスト（英文社名：PINUPS artist Inc.）は、東京都港区赤坂に所在する、日本の芸能事務所である。

## 概要
1999年6月設立。2009年に研音グループを離脱し、アーティスト・俳優・タレントを中心としたマネジメント会社。

## 主な所属アーティスト

### アーティスト
- 平井堅
- ストレイテナー
- ent
- majiko

## PINUPSplus＋

### 俳優
- 菅原卓磨
- 北代高士
- 三津谷葉子
- 狩野絹成
- 茉依
- 浅見和哉
- 小関千尋
- 小林虎之介
- 彩香
- 矢野ななか
- 姫子松柾